# マクス・アウブ
マクス・アウブ（Max Aub Mohrenwitz, 1903年6月2日 - 1972年7月22日）は、スペインの小説家。パリでドイツ人の父親とユダヤ系フランス人の母との間に生まれた。
1939年、スペイン内戦を逃れるためにフランスに渡り、1942年以降はメキシコで活動し、メキシコシティで生涯を終えた。
スペイン文学では20世紀以降の小説家に分類され戯曲に優れ、内戦の本質を追求した作品などがある。また、1950年にメキシコで公開された映画、『忘れられた人々』では台詞協力スタッフとして携わった。